# 阿涌贡玛错
阿涌贡玛错是一个位于中国青海省玛多县的湖泊，面积约为28平方千米。